# Schloss Neuhaus
Schloss Neuhaus är ett slott i Österrike.   Det ligger i distriktet Salzburg Stadt och förbundslandet Salzburg, i den centrala delen av landet, 250 km väster om huvudstaden Wien. Schloss Neuhaus ligger 496 meter över havet.
Terrängen runt Schloss Neuhaus är kuperad åt sydost, men åt nordväst är den platt. Terrängen runt Schloss Neuhaus sluttar västerut. Runt Schloss Neuhaus är det ganska tätbefolkat, med 83 invånare per kvadratkilometer.. Närmaste större samhälle är Salzburg, 2,5 km väster om Schloss Neuhaus.
I omgivningarna runt Schloss Neuhaus växer i huvudsak blandskog.